# Kao-Bang
Cet article concerne la chanson du groupe Indochine. Pour la province du Viêt Nam, voir Cao Bang.
Singles de Indochine
Miss Paramount Canary Bay
Pistes de Le Péril jaune
Shangaï À l'est de Java
Kao Bang est le quatrième single du groupe de rock français Indochine. Ce dernier est sorti en mai 1984 et est paru sur l'album Le Péril jaune en 1983.

## Les paroles
Nicola Sirkis mélange les régions asiatiques : le Sin Kiang chinois, la Mandchourie russo-chinoise et le Cao Bằng vietnamien. Cao Bằng fait d'abord partie de l'Indochine française dans le protectorat français du Tonkin, puis de l'actuel Viêt Nam. Le titre fait référence au chef-lieu de cette région éponyme rendu tristement célèbre par la bataille de la RC 4. Un jeu de mots est fait entre K.O., chaos et le titre orthographié Kao.

## Classements par pays
| Pays   | Meilleure position |
| ------ | ------------------ |
| France | 33                 |
| Suède  | 9                  |